# Запит
Запит — це формулювання своєї інформаційної потреби користувачем деякої бази даних або інформаційної системи, наприклад, пошукової системи. Для складання запиту використовується мова пошукових запитів.
Всі запити до пошукових систем умовно (через деяких випадків неоднозначності) можна розділити на три типи.

## Світлана,донченко
- Інформаційні запити. Користувач шукає певну інформацію, не піклуючись про те, на якому саме вебсайті він її виявить. (Приклад запиту: «текст гімну України»).
- Навігаційні запити. Користувач шукає сайт, де, за його припущенням, міститься цікава йому інформація. (Приклад запиту: «офіційний сайт КМУ»).
- Транзакційні запити. У формулюванні запиту користувач висловлює свою готовність зробити якусь дію. (Приклад запиту: «Установка драйверів», або «ping ip adress» через командний рядок Windows).

Статистика запитів показує, що запити трьох перерахованих типів за частотою приблизно однакові.

## Запит як документ
Це документ, складений фізичною або юридичною особою, який засвідчує їхнє бажання одержати певну інформацію або — рідше — послугу.